# Februari 2008
Dit artikel geeft een chronologisch overzicht van belangrijke gebeurtenissen per dag in de maand februari van het jaar 2008.

## Gebeurtenissen

### 1 februari
- De ontdekking van een nieuwe soort springspitsmuis, Rhynchocyon udzungwensis, uit het Udzungwagebergte in Tanzania wordt bekendgemaakt. Deze soort, ter grootte van een kat, is de grootste springspitsmuis ter wereld.

### 2 februari
- De Republikeinse caucus voor de Amerikaanse presidentsverkiezingen in de staat Maine wordt met een overweldigende meerderheid gewonnen door Mitt Romney. John McCain wordt tweede.

### 3 februari
- In een televisie-uitzending van Peter R. de Vries, misdaadverslaggever worden met een verborgen camera opgenomen gesprekken vertoond waarin de Nederlander Joran van der Sloot bekent dat op 30 mei 2005 de zeer dronken Amerikaanse Natalee Holloway tijdens een vrijpartij door een soort epileptische aanval zou zijn getroffen. Doordat ze vervolgens niet meer bewoog, nam hij aan dat ze dood was en zou hij haar daarna door een vriend in de Caraïbische Zee hebben laten verdwijnen. Het Openbaar Ministerie op Aruba wil Joran van der Sloot vervolgen voor moord of dood door schuld.
- De presidentsverkiezingen in Servië worden gewonnen door zittend president Boris Tadić. In de tweede ronde verslaat hij de nationalist Tomislav Nikolić.

### 4 februari
- Na twee dagen van hevige gevechten met het regeringsleger trekken Tsjadische rebellen zich terug uit de hoofdstad Ndjamena. Andere rebellen zouden op 3 februari de oostelijke stad Adré hebben veroverd. Tsjaad beschuldigt Soedan ervan de rebellen te steunen.

### 5 februari
- Super Tuesday - op deze dag wordt in 24 staten gekozen - levert in de voorverkiezingen en caucuses voor de Amerikaanse presidentsverkiezingen geen duidelijke winnaar op bij de Democraten. Hillary Clinton wint weliswaar in de grootste staten maar blijft Barack Obama maar licht voor. John McCain wint duidelijk bij de Republikeinen.

### 6 februari
- Thailand heeft met de installatie van het kabinet-Samak een nieuwe regering. Premier is Samak Sundaravej, tevens partijleider van de Phak Palang Prachachon (PPP) die als de grootste partij aan de regering deelneemt.

### 7 februari
- Spaceshuttle-vlucht STS-122 met de Columbus-module voor het internationale ruimtestation ISS wordt gelanceerd vanaf Cape Canaveral.
- De Amerikaanse presidentskandidaat Mitt Romney (Republikein) trekt zich terug. Hij was de belangrijkste rivaal van John McCain. Wikinieuws

### 10 februari
- In de Zuid-Koreaanse hoofdstad Seoel brandt het houten deel van de uit de vijftiende eeuw daterende Sungnyemun-stadspoort af.

### 11 februari
- De Oost-Timorese president José Ramos Horta wordt nadat hij bij een aanslag door rebellerende soldaten gewond is geraakt, naar een ziekenhuis in de Noord-Australische plaats Darwin gevlogen. De eveneens beschoten maar ongedeerd gebleven premier Xanana Gusmão kondigt voor 48 uur de noodtoestand af. Wikinieuws

### 12 februari
- De voorverkiezingen voor de Democratische presidentskandidaat in een drietal staten bij Washington D.C. worden gewonnen door Barack Obama. Hij heeft nu meer afgevaardigden achter zich dan Hillary Clinton. Bij de Republikeinen wint John McCain opnieuw. Mike Huckabee gaat door alhoewel hij weinig kans meer maakt. Wikinieuws
- Automultinational General Motors boekt een recordverlies van bijna 40 miljard dollar over 2007. Oorzaak is de zwakke Amerikaanse automarkt.
- Na een veertien weken durende staking stemmen bijna alle 10.500 film- en televisieschrijvers van de Writers Guild of America voor het op 9 februari bereikte akkoord met enkele grote film- en televisiestudio's.

### 13 februari
- Volgens de commissie-Dijsselbloem hebben de vernieuwingen in het voortgezet onderwijs van de afgelopen twintig jaar verkeerd uitgepakt. Het Nederlandse onderwijs heeft aan kwaliteit ingeboet en zou meer aan de leraren en ouders moeten worden overgelaten.

### 16 februari
- Op een verkiezingsbijeenkomst van de Pakistaanse oppositiepartij PPP wordt een zelfmoordaanslag gepleegd. Bijna vijftig personen komen om en eenzelfde aantal raakt gewond.

### 17 februari
- Tijdens een wedstrijd hondengevechten bij de Zuid-Afghaanse stad Kandahar wordt een zelfmoordaanslag gepleegd. Meer dan honderd personen verliezen daarbij het leven, waaronder militieleider Abdoel Hakim Jan, een tegenstander van de Taliban.
- Het parlement van Kosovo roept de onafhankelijkheid van deze Servische provincie uit. Costa Rica is het eerste land dat op deze dag Kosovo erkent . De Europese Unie en de Verenigde Staten steunen Kosovo ook, Rusland en Servië verzetten zich. Wikinieuws

### 18 februari
- Bij parlementsverkiezingen in Pakistan winnen de oppositiepartijen PML-N (Nawaz Sharif) en PPP (wijlen Benazir Bhutto) en verliezen de PML-Q van president Pervez Musharraf en radicale moslimpartijen.

### 19 februari
- In een brief in het officiële dagblad van Cuba laat Fidel Castro weten dat hij afstand doet van het presidentschap. Aangenomen wordt dat het Cubaanse parlement huidig interim-president Raúl Castro tot president zal aanstellen.
- Amerikaanse presidentsverkiezingen: door te winnen in Wisconsin en Hawaï vergroot Barack Obama bij de Democraten zijn voorsprong op Hillary Clinton. John McCain weet bij de Republikeinen de overwinning in Wisconsin en Washington in de wacht te slepen. Wikinieuws

### 20 februari
- Op het Indonesische eiland Sumatra doet zich een aardbeving voor met een kracht van 7,4 op de schaal van Richter.

### 21 februari
- Tienduizend Turkse soldaten vallen het noorden van Irak binnen om daar tegen de PKK te strijden.
- Een twintigtal Vlaamse linkse intellectuelen houdt onder de naam Gravensteengroep een pleidooi voor onafhankelijkheid van Vlaanderen.
- In de Servische hoofdstad Belgrado doen naar schatting 150 000 mensen mee aan een demonstratie tegen de onafhankelijkheidsverklaring van Kosovo. 's Avonds vinden er ongeregeldheden plaats, waarbij onder meer brandstichting bij het gebouw van de Amerikaanse ambassade wordt gepleegd.
- In Pakistan besluiten de Moslimliga-Q van Nawaz Sharif en de PPP van Asif Ali Zardari een coalitieregering te vormen, waarin ook de kleinere NAP zitting heeft.
- Tussen vier en vijf uur 's nachts MET vindt er een totale maansverduistering plaats. Vanwege het dichte wolkendek is in België en Nederland slechts op enkele locaties de verduistering te zien.
- Een ATR 42 van Santa Barbara Airlines vliegt kort na het opstijgen tegen een berg. 46 mensen komen om.

### 22 februari
- Marco van Basten wordt het komende seizoen trainer/coach van AFC Ajax. Hij tekent na het EK voetbal in Oostenrijk en Zwitserland een contract bij de Amsterdamse voetbalclub voor vier seizoenen. Wikinieuws

### 23 februari
- Door nog onbekende oorzaak stort een Amerikaanse B-2 Spirit-bommenwerper neer op het eiland Guam in de Stille Oceaan. De bommenwerper van het stealth-type kost 1,2 à 2,2 miljard dollar en is daarmee de duurste bommenwerper ter wereld.

### 24 februari
- De voormalige communist Dimitris Christofias wint de presidentsverkiezingen op Cyprus. Er is hoop dat zijn verkiezing de toenadering met Turks Cyprus dichterbij brengt.
- Ralph Nader gaat aan de Amerikaanse presidentsverkiezingen meedoen, zo kondigt hij aan op tv. Nader maakt weinig kans maar kan een eventuele verkiezingszege van de Democraten in gevaar brengen. Wikinieuws
- In Roosendaal worden twee kinderen van 4 en 6 jaar dood in hun huis aangetroffen.
- Raúl Castro wordt gekozen om zijn broer Fidel Castro op te volgen als president van Cuba

### 25 februari
- In België vormt een 'Raad van Wijzen' van politici van diverse pluimage een akkoord over de staatshervorming, waarmee de belangrijkste hinderpaal in de formatie is weggenomen. N-VA vindt het akkoord onvoldoende en besluit daarom niet aan de nieuwe regering deel te nemen.
- Onderzoekers van de Universiteit van Utah hebben aangetoond dat de scheikundige bestudering van haren kunnen aangeven in welk gebied iemand een tijd heeft verbleven.

### 26 februari
- Bemiddelaar Kofi Annan schort de onderhandelingen in Kenia op. Hij stelt dat er te weinig vooruitgang wordt geboekt en wenst rechtstreeks met president Mwai Kibaki en oppositieleider Raila Odinga te spreken, in plaats van met delegaties van de partijen.
- Op Spitsbergen wordt de Svalbard Global Seed Vault geopend, de grootste zaadbank ter wereld. Deze zaadbank moet fungeren als opslag van zaden van zo veel mogelijk rassen van voedselgewassen.

### 27 februari
- Door een fout in het computersysteem van de Nederlandse belastingdienst zijn 730 000 digitale aangiftes onbruikbaar geworden. Staatssecretaris Jan Kees de Jager grijpt daarom met een reorganisatie van het automatiseringscentrum te Apeldoorn in. Men krijgt binnenkort het verzoek opnieuw aangifte te doen.
- Over en weer schieten Palestijnse militanten en het Israëlische leger raketten op elkaar af, onder meer op het kantoor van Hamasleider Ismail Haniya in de Gazastrook. Ongeveer elf Palestijnen komen hierbij om het leven, onder wie zes militanten en vier kinderen. Ook een Israëliër komt om.

### 28 februari
- In het conflict tussen de Keniaanse president Mwai Kibaki en oppositieleider Raila Odinga komt na onderhandelingen onder leiding van Kofi Annan een akkoord tot stand. Hierin blijft Kibaki president en wordt Odinga tot premier benoemd. De premier krijgt ruimere bevoegdheden en in de regering neemt een gelijk aantal ministers van beide partijen zitting.

<< · januari · februari · maart · april · mei · juni · juli · augustus · september · oktober · november · december · >>